# All Souls College

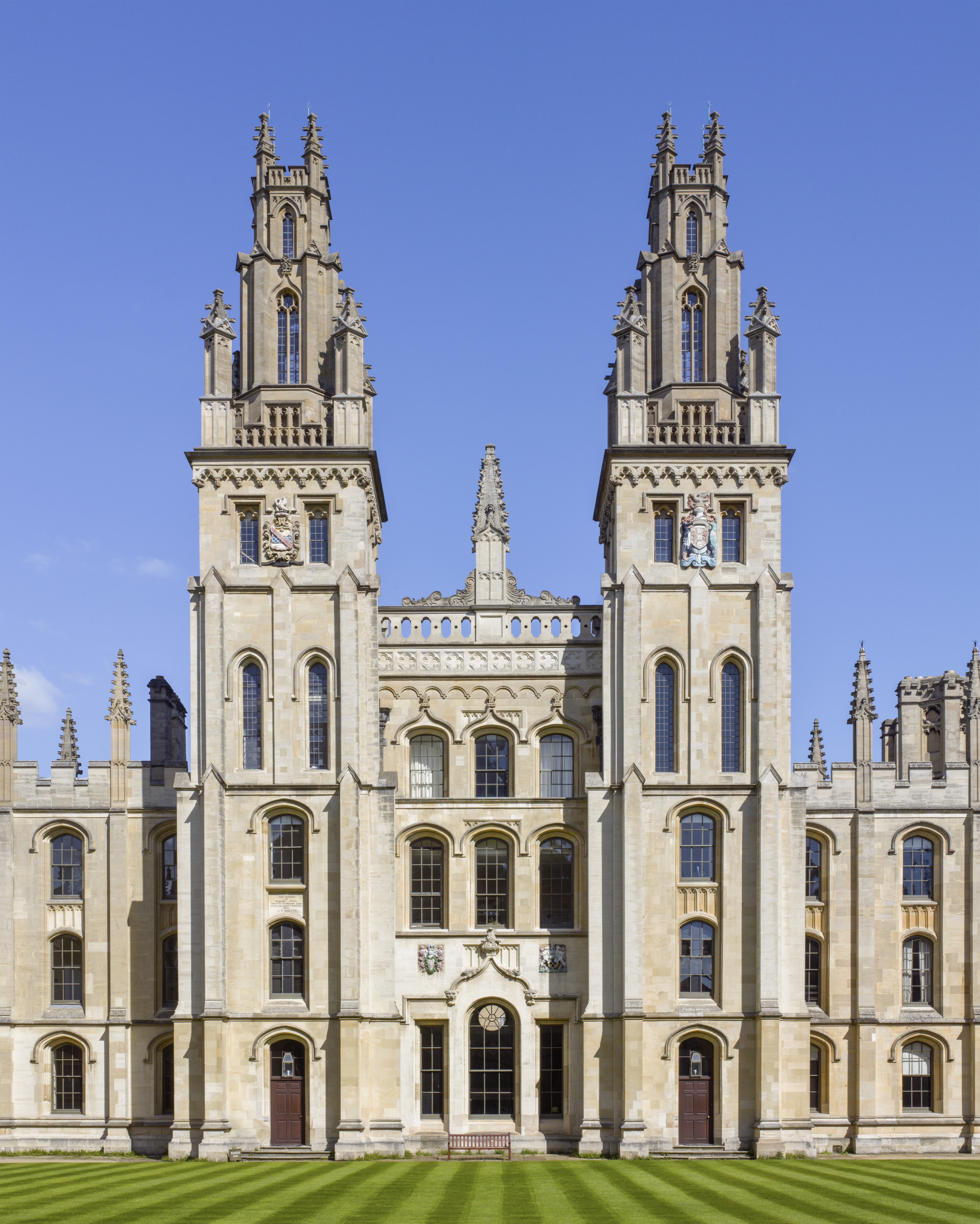
Hawksmoor Towers, All Souls College

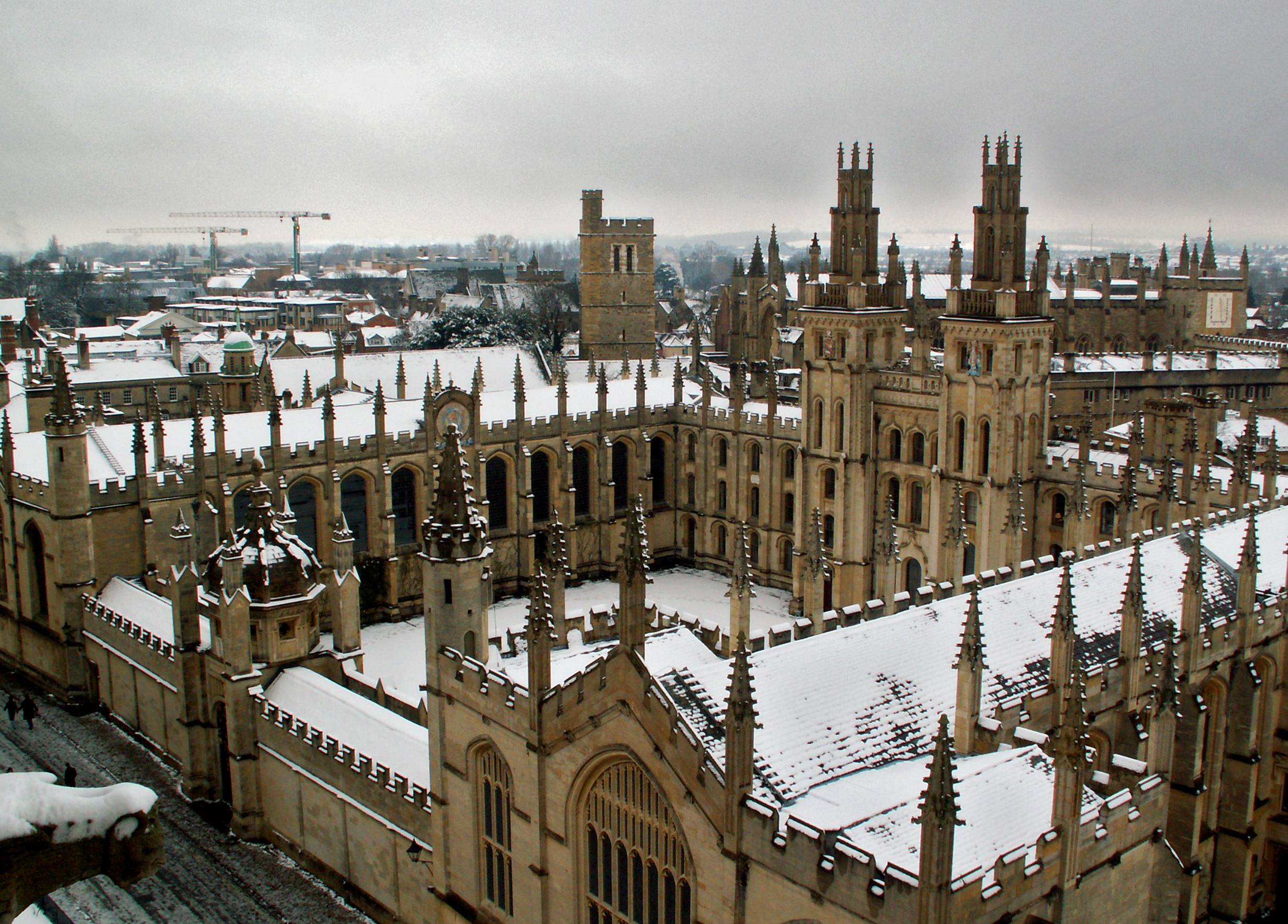
El All Souls College nevado

El All Souls College (cuyo nombre completo es «The Warden and College of the Souls of all Faithful People deceased in the University of Oxford») es uno de los colleges que constituyen la Universidad de Oxford en Inglaterra.
Algo único del All Souls, es que todos sus miembros se convierten automáticamente en profesores y miembros del cuerpo de gobierno del college. No tiene estudiantes de pregrado.
Todos los años, los finalistas de la Universidad en humanidades son invitados a acudir a los exámenes de cultura clásica, inglés, economía, historia, derecho, filosofía y ciencias políticas para conseguir un puesto en el cuerpo de gobierno y profesorado del college. Cada año se eligen a dos personas para esos puestos, que se conocen como «Miembros afortunados»”, su contrato dura siete años y alrededor de una docena se encuentran en el college en cualquier momento. Otros miembros del cuerpo de gobierno son el investigador sénior, los investigadores de postdoctorado, el Fifty-Pound y el distinguido. 
Es uno de los colleges más ricos con un presupuesto estimado de 218 millones de libras (en 2007) pero debido a que es la única fuente de ingresos, se encuentra en la 19.ª posición de entre los colleges de Oxford en cuanto a ingresos totales.
El college se encuentra en el lado norte de High Street y es adyacente a la plaza Radcliffe por oeste. Al este se encuentra The Queen’s College y al norte está el Hertford College.

## Historia
El college fue fundado por Enrique VI de Inglaterra y por Henry Chichele (profesor del New College), en 1438. Los estatutos dan derecho al college a tener un guardián y 40 profesores —todos ellos para tomar las “Órdenes Sagradas”—: 24 para los estudios de arte, filosofía y teología; y 16 para los estudios de derecho canónico y civil. La biblioteca Codrington fue construida gracias al legado de Christopher Codrington, gobernador de las islas Leeward. Hoy en día el college destaca en cuanto a institución de investigación.
Actualmente no hay estudiantes de pregrado, pero hubo una época en la que si los hubo, especialmente a principios del siglo XVII, introducidos por Robert Hovenden (que fue guardián del college entre 1571 y 1614). La desventaja de esto apareció pronto y el college decidió seguir como estaba sin ellos, aunque cuatro de los secretarios de la Biblia permanecieron en el college hasta 1924. Uno de ellos fue el reverendo Forster Rolfe (nacido en 1855), un estudiante del All Souls entre 1874 y 1878.

## Edificios y arquitectura

### Biblioteca Codrington

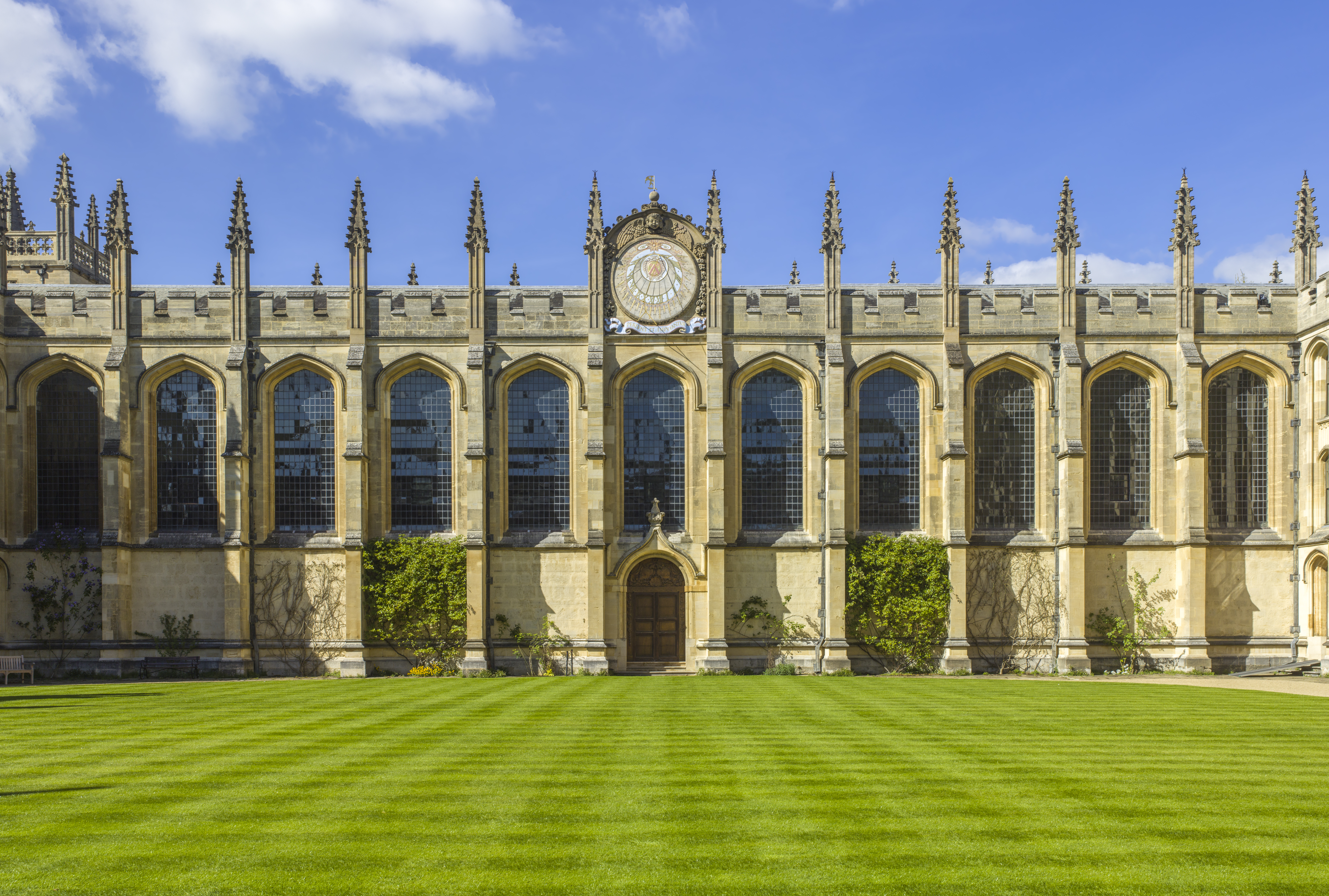
Biblioteca Codrington

La  biblioteca de All Souls (formalmente conocida como la biblioteca Codrington) fue fundada a través de un legado de Christopher Codrington (1668-1710), un miembro de la universidad. Codrington legó libros por valor de £ 6,000, además de £ 10,000 en metálico. Ese legado permitió la construcción y dotación de la biblioteca. Codrington había nacido en Barbados y acumuló su fortuna en su plantación de azúcar en las Indias Occidentales.
La biblioteca, diseñada por Nicholas Hawksmoor y comenzada en 1716, se completó en 1751 y ha sido utilizada continuamente por académicos desde entonces. El edificio esta listada en el Grado I que figura en la National Heritage List for England.
La biblioteca se completó en 1751 y ha estado en uso continuo desde entonces. La biblioteca moderna comprende unas 185 000 entradas, aproximadamente un tercio de los cuales fueron publicadas antes de 1800. Las colecciones son particularmente importantes en derecho e historia (especialmente, en historia militar).

### Capilla
Construida entre 1438 y 1442, la capilla se mantuvo prácticamente sin cambios hasta la Commonwealth (1649-1660). Oxford, habiendo sido en gran medida una fortaleza de realista, sufrió bajo la ira de los puritanos. Las 42 misericordias datan de la misma época de la construcción del edificio de la Capilla, y muestran un parecido con las misericordias en Higham Ferrers. Ambos conjuntos pueden haber sido tallados por Richard Tyllock.
Christopher Wren fue un miembro desde 1653, y en 1658 realizó un reloj de sol para la universidad. Originalmente se colocó en la pared sur de la Capilla, hasta que se trasladó al cuadrilátero (sobre la entrada central de la biblioteca Codrington) en 1877. Durante la década de 1660 se instaló una pantalla en la Capilla, que se basó en un diseño de Wren. Sin embargo, esa pantalla necesitaba ser reconstruida en 1713. A mediados del siglo XIX, la Capilla tenía una gran necesidad de renovación, por lo que la estructura actual está muy influenciada por los ideales del diseño victoriano.
Todos los servicios en la capilla son de acuerdo con el Book of Common Prayer; la King James Bible también se usa en lugar de traducciones más modernas.

## Profesores y miembros del college
- Leo Amery
- Andrew Ashworth
- Sir Isaiah Berlin
- Susanne Bobzien
- Malcolm Bowie
- Peter Brown (historiador)
- Sir Raymond Carr
- David Caute
- Alasdair Clayre
- Christopher Codrington
- G. A. Cohen
- George Nathaniel Curzon
- Matthew d'Ancona
- David Dilks
- Sheppard Frere
- Robert Gascoyne-Cecil, 3er Marqués de Salisbury
- Reginald Heber
- Quintin Hogg, Barón Hailsham de St Marylebone
- Christopher Hood
- John Hood
- Sir Michael Howard (historiador)
- E. F. Jacob
- Sir Keith Joseph
- Colin Kidd
- Leszek Kolakowski
- T. E. Lawrence
- Sir Jeremy Lever
- Sir Edward Chandos Leigh
- Thomas Linacre
- Vaughan Lowe
- Sir Colin Lucas
- Noel Malcolm
- George Molyneaux
- Max Müller
- Patrick Neill
- Avner Offer
- David Pannick QC
- Derek Parfit
- Anthony Quinton
- Sir Sarvepalli Radhakrishnan
- John Redwood
- A. L. Rowse
- Peter Salway
- Amartya Sen
- Gilbert Sheldon
- Boudewijn Sirks
- Joseph E. Stiglitz
- Adam Thirlwell
- Sir Guenter Treitel
- Sir John Vickers
- William Waldegrave
- Richard Wilberforce
- Sir Bernard Williams
- [[E. F. L. Wood, 1.er Conde de Halifax]]
- Llewellyn Woodward
- Patrick Wormald
- Crispin Wright
- R. C. Zaehner
- Christopher Wickham